# Лопатоногие узкороты
Лопатоногие узкороты (лат. Scaphiophryne) — род бесхвостых земноводных семейства узкоротов.

## Распространение
Представители рода встречаются только на острове Мадагаскар.

## Описание

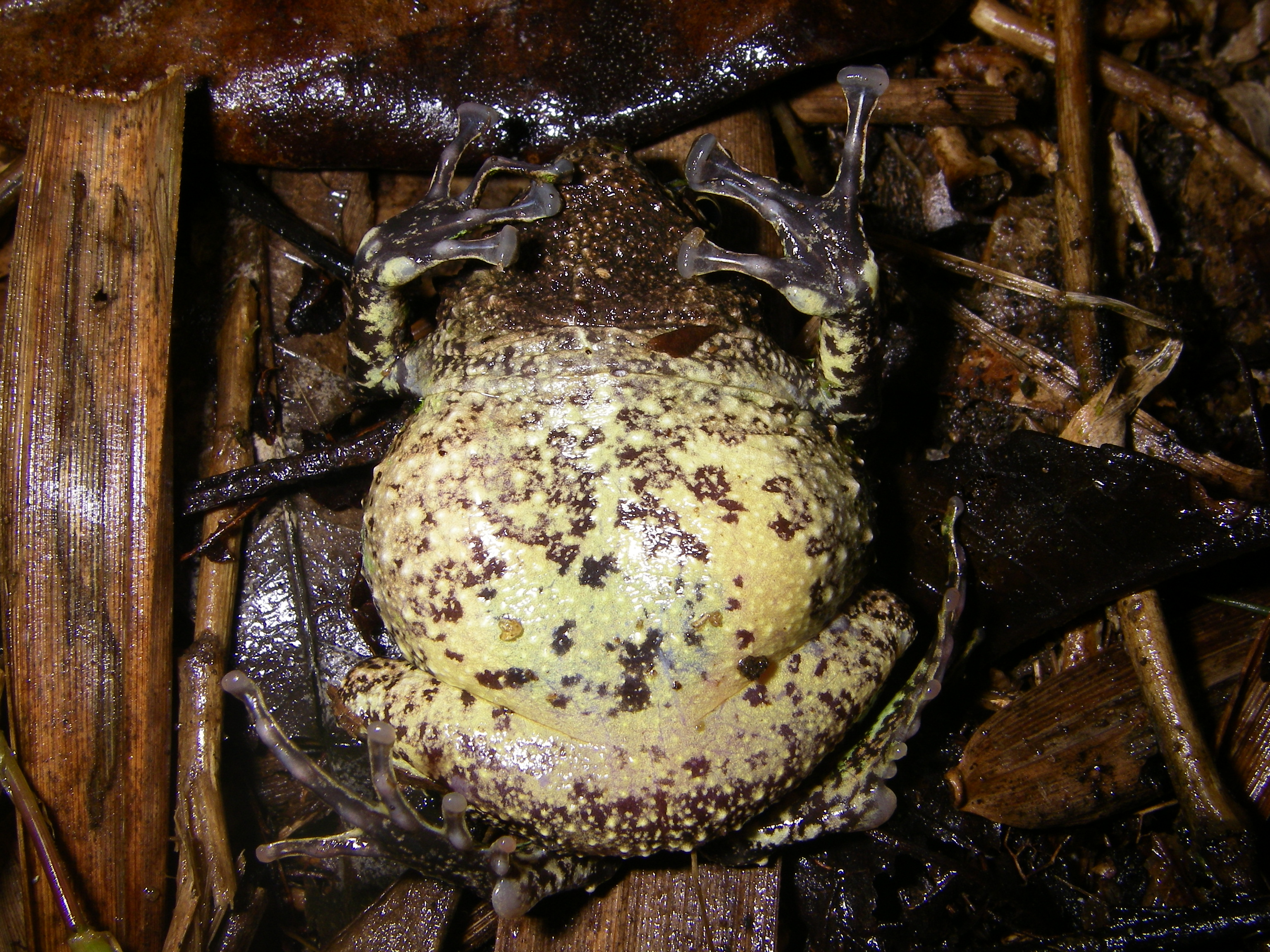
Брюшная сторона Scaphiophryne spinosa

Это лягушки среднего размера, длиной от 3 до 6 см. Голова короткая и широкая, с большими глазами с горизонтальными зрачками. Язык эллиптический, нёбные зубы отсутствуют. Барабанная перепонка не заметна. Тело овальное, уплощенное с тонкими длинными лапами, напоминающие лопасти. Кожа бугристая. Пальцы передних конечностей не имеют перепонок, наделены развитыми присоски. Пальцы задних лап тонкие, длинные, с малозаметной перепонкой в самой основе и небольшими, почти не развитыми присосками.
Окраска яркая, контрастная, визуально делящая тело на части, благодаря чему лягушка прекрасно сливается с окружающей средой. В окраске преобладает зелёный цвет с различными оттенками, часто встречается коричневый. Иногда присутствуют ярко-розовые и снежно-белые краски. Брюхо светлое, в мелких пятнах.

## Образ жизни
Введут полудревесный образ жизни в нижних ярусах леса. Активны ночью. Питаются мелкими беспозвоночными.

## Размножение
Это яйцекладущие амфибии.

## Классификация
На ноябрь 2018 года род включает 9 видов:
- Scaphiophryne boribory Vences at al., 2003
- Scaphiophryne brevis (Boulenger, 1896)
- Scaphiophryne calcarata (Mocquard, 1895) — Одутловатый узкорот
- Scaphiophryne gottlebei Busse & Böhme, 1992
- Scaphiophryne madagascariensis (Boulenger, 1882) — Голубоватый узкорот
- Scaphiophryne marmorata Boulenger, 1882 — Лопатоногий узкорот
- Scaphiophryne matsoko Raselimanana at al., 2014
- Scaphiophryne menabensis Glos, Glaw & Vences, 2005
- Scaphiophryne spinosa Steindachner, 1882

## Фото

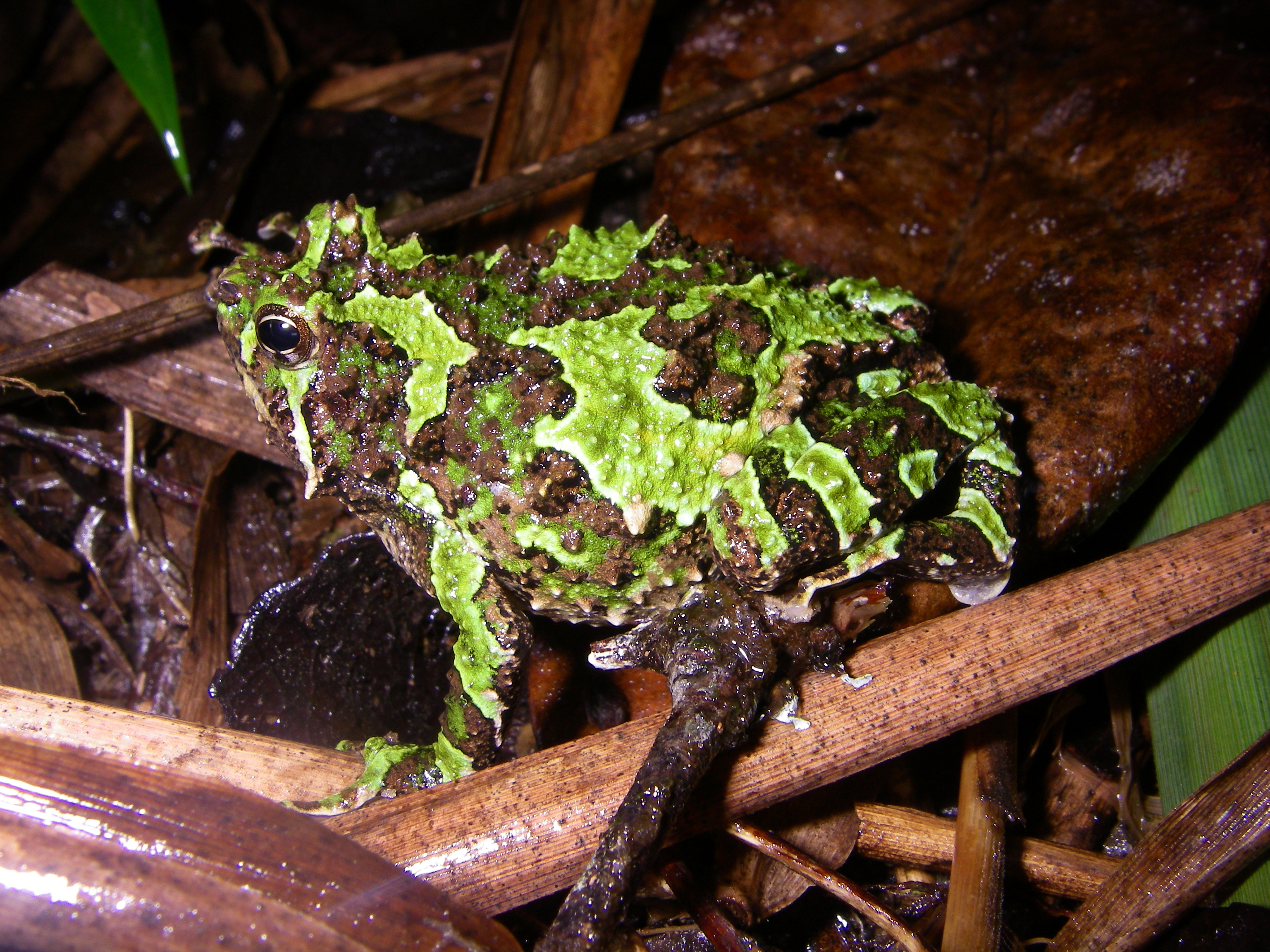
Scaphiophryne spinosa
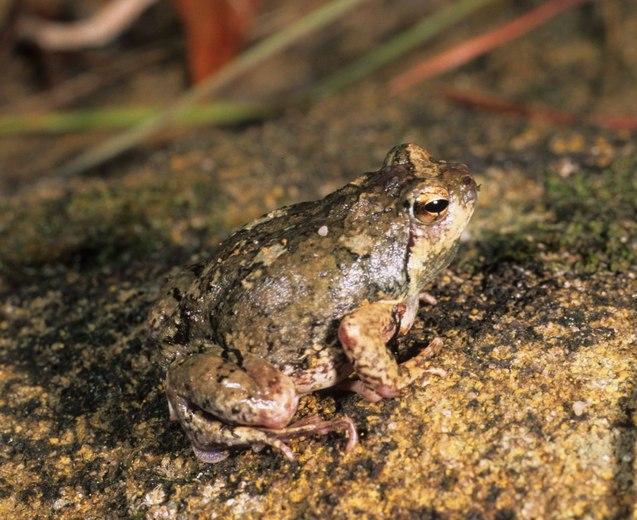
Scaphiophryne brevis
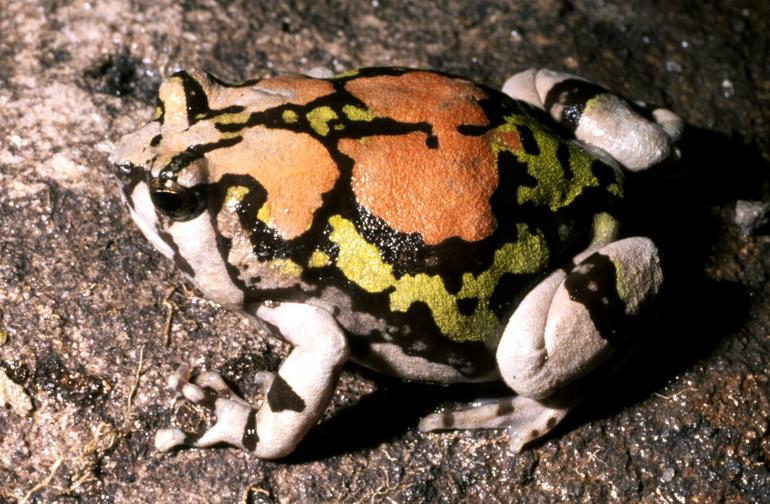
Scaphiophryne gottlebei